# Interface de documento único

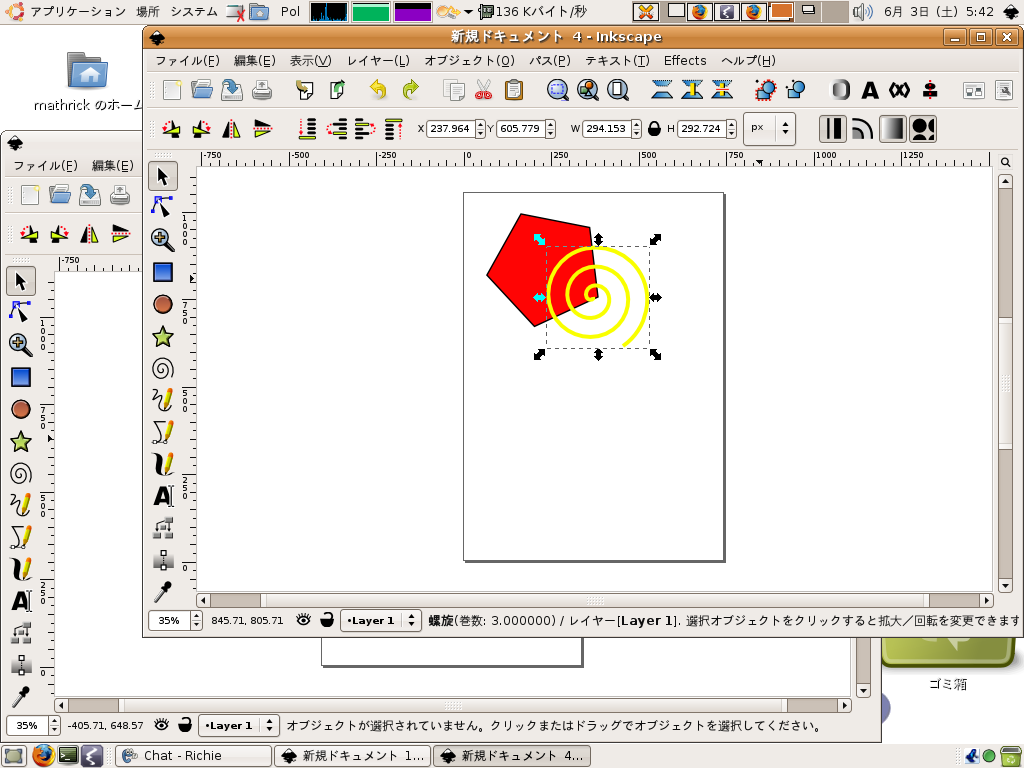
Inkscape usa uma SDI

Em interface gráfica do utilizador, uma interface de documento único (ou SDI, acrônimo para single document interface) é um método de organização de aplicações gráficas em janelas individuais que o gerenciador de janela do sistema operacional gerencia separadamente. Dessa forma, uma janela não possui outra janela pai, que a contém e que a prove barra de menu e barra de ferramentas; cada janela possui sua própria barra de menu e barra de ferramentas. Aplicações que permitem a edição de mais de um documento por vez, como editores gráficos de texto, proporcionam ao utilizador a impressão de que há mais de uma instância da aplicação sendo aberta.
Geralmente, cada janela é apresentada como uma entrada distinta na barra de tarefas.